# Transfobi

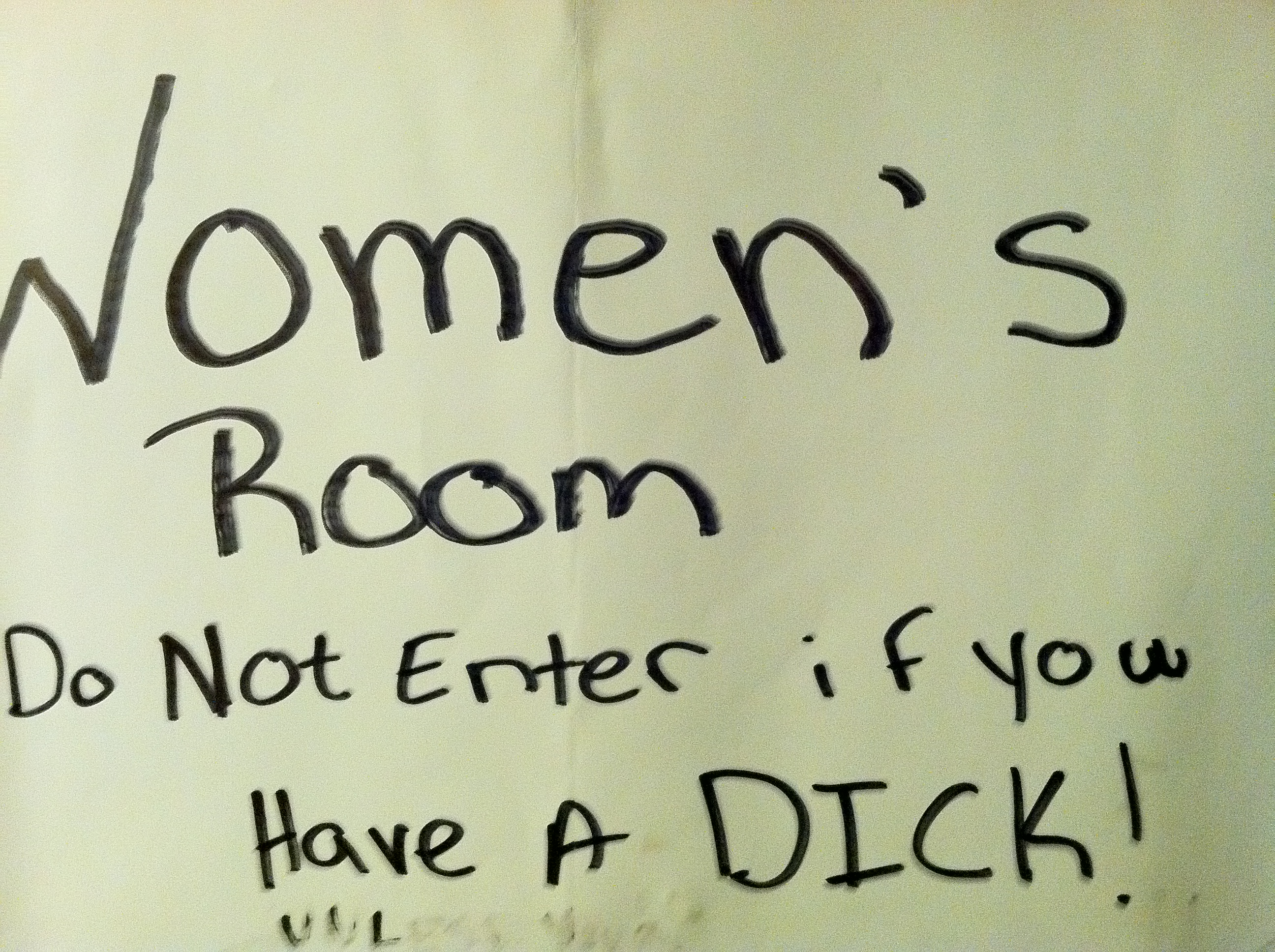
Transfobiskt klotter på en offentlig toalett.

Transfobi, transfördomar, transmisogyni (kombinationen av transfobi och kvinnohat, mot transkvinnor) och transmisandri (missaktning mot transmän)  är en serie av negativa attityder och känslor riktade mot transpersoner och transvestiter själva och eller deras kultur, deras könsidentiteter eller könsuttryck. Transfobi rättfärdigar och upprätthåller underordnadet av transpersoner i förhållande till cispersoner.[källa behövs] Transfobi kan ta sig i uttryck i allt från fördomar, diskriminering och förakt till hat och våld. 
Den med transfobi besläktade termen cissexism är det som händer när transfobin övergår i konkret handling. Cissexism innebär att nedvärdera och förtrycka transpersoner, exempelvis genom att inte ta transpersoners könsidentitet på allvar utan kalla någon som identifierar sig som kvinna för ”han”. För en språklig jämförelse se vidare misogyni och sexism.
Transfobi och cissexism bygger på antagandet att cisheteronormativiteten, som bland annat innebär ett antagande att människor bara kan vara enbart män eller kvinnor, både socialt, biologiskt och identitetsmässigt, och att detta är beständigt över tid, är korrekt. Det vill säga, att alla människor är cispersoner och att transpersoner inte existerar.
Många transpersoner upplever även homofobi från människor som förknippar transpersonens könsidentitet med homosexualitet. Att angripa någon utifrån uppfattningen om dennes könsidentitet snarare än uppfattningen av dennes sexuella läggning kallas transbashing, i motsats till gaybashing. Inom media förekommer beskrivningar av transpersoner som förstärker negativa stereotyper om transpersoner.
Den internationella dagen mot homofobi och transfobi, IDAHOT, uppmärksammas varje år den 17 maj.

## Uttryck
Transfobi kan ta sig en rad uttryck, såväl i form av diskriminering som verbala uttryck. Verbal form av transfobi kan bland annat handla om integritetskränkande frågor om en persons könsorgan, skämt om någons utseende eller andra typer av anmärkningar och påståenden. Det kan till exempel röra sig om kommentarer som "Du ser inte ut som en riktig kvinna/man".
På sociala medier kan transfobi ibland ta sig uttryck genom olika memer. Ett vanligt förekommande mem har varit att någon "identifierar sig som en attackhelikopter", ett mem som bland annat fick stor spridning i samband med en novell som parafraserade uttrycket.